# UFC 286
 (juin 2024).
La mise en forme du texte ne suit pas les recommandations de Wikipédia : il faut le « wikifier ».
Les points d'amélioration suivants sont les cas les plus fréquents. Le détail des points à revoir est peut-être précisé sur la page de discussion.
- Les titres sont pré-formatés par le logiciel. Ils ne sont ni en capitales, ni en gras.
- Le texte ne doit pas être écrit en capitales (les noms de famille non plus), ni en gras, ni en italique, ni en « petit »…
- Le gras n'est utilisé que pour surligner le titre de l'article dans l'introduction, une seule fois.
- L'italique est rarement utilisé : mots en langue étrangère, titres d'œuvres, noms de bateaux, etc.
- Les citations ne sont pas en italique mais en corps de texte normal. Elles sont entourées par des guillemets français : « et ».
- Les listes à puces sont à éviter, des paragraphes rédigés étant largement préférés. Les tableaux sont à réserver à la présentation de données structurées (résultats, etc.).
- Les appels de note de bas de page (petits chiffres en exposant, introduits par l'outil «  Source ») sont à placer entre la fin de phrase et le point final[comme ça].
- Les liens internes (vers d'autres articles de Wikipédia) sont à choisir avec parcimonie. Créez des liens vers des articles approfondissant le sujet. Les termes génériques sans rapport avec le sujet sont à éviter, ainsi que les répétitions de liens vers un même terme.
- Les liens externes sont à placer uniquement dans une section « Liens externes », à la fin de l'article. Ces liens sont à choisir avec parcimonie suivant les règles définies. Si un lien sert de source à l'article, son insertion dans le texte est à faire par les notes de bas de page.
- La présentation des références doit suivre les conventions bibliographiques. Il est recommandé d'utiliser les modèles {{Ouvrage}}, {{Chapitre}}, {{Article}}, {{Lien web}} et/ou {{Bibliographie}}. Le mode d'édition visuel peut mettre en forme automatiquement les références.
- Insérer une infobox (cadre d'informations à droite) n'est pas obligatoire pour parachever la mise en page.

Pour une aide détaillée, merci de consulter Aide:Wikification.
Si vous pensez que ces points ont été résolus, vous pouvez retirer ce bandeau et améliorer la mise en forme d'un autre article.
UFC 286: Edwards vs. Usman 3 était un événement de MMA produit par l'Ultimate Fighting Championship qui a eu lieu le 18 mars 2023 à l'O2 Arena de Londres.

## Enjeux
La trilogie pour le titre des poids mi-moyens de l'UFC entre le champion actuel Leon Edwards et l'ancien champion Kamaru Usman a été la tête d'affiche de l'événement. Le deux se sont affrontés pour la première fois lors de l'UFC on Fox: dos Anjos vs. Cowboy 2, en décembre 2015, où Usman a gagné par décision unanime. Leur deuxième rencontre a eu lieu à l'UFC 278, en août 2022, où Edwards remporta la ceinture par KO au cinquième round. L'ancien champion par intérim Colby Covington a servi de remplaçant et de remplaçant potentiel pour ce combat.
Un combat chez les poids légers entre Michał Figlak et Chris Duncan était prévu initialement pour l'événement. Cependant, Figlak s'est blessé et a été contraint de se retirer de l'événement. Il a été remplacé par Omar Morales.
Un combat chez les poids plumes entre Nathaniel Wood et Lerone Murphy était prévu initialement pour l'événement. Cependant, Wood s'est blessé à la jambe et a été contraint de se retirer de l'événement. Il a été remplacé par le champion poids plumes du LFA, Gabriel Santos.
Un combat chez les poids mi-moyens entre Gunnar Nelson et Daniel Rodriguez était prévu initialement pour cet événement. Cependant, Rodriguez s'est retiré pour des raisons non divulguées et a été remplacé par Bryan Barberena.
Lors de la pesée, Malcolm Gordon pesait 129,5 livres, soit trois livres et demi de plus que la limite pour un combat poids mouches sans titre. Son combat s'est déroulé en catchweight et il a été condamné à une amende de 30% de son salaire, qui est revenue à son adversaire, Jake Hadley.
Lors de la diffusion de l'événement, l'ancien champion des poids moyens de l'UFC, Anderson Silva, a été intronisé à l'UFC Hall of Fame. Silva détient le record du plus long règne en tant que champion de l'histoire de l'UFC (2 457 jours) et de la plus longue série de victoires de l'histoire de l'organisation (16).

## Carte des combats
| Catégorie                                                   | Vainqueur              | Adversaire            | Méthode                                    | Round | Temps | Notes |
| ----------------------------------------------------------- | ---------------------- | --------------------- | ------------------------------------------ | ----- | ----- | --- |
| Carte Principale                                            |                        |                       |                                            |       |       | |
| Poids mi-moyens                                             | Leon Edwards (c)       | Kamaru Usman          | Décision majoritaire (48-46, 48-46, 47-47) | 5     | 5:00  | Pour le titre des poids mi-moyens de l'UFC. 1 point a été enlevé à Leon Edwards au troisième round en raison de plusieurs accrochages à la cage. |
| Poids légers                                                | Justin Gaethje         | Rafael Fiziev         | Décision majoritaire (29-28, 29-28, 28-28) | 3     | 5:00  | Combat de la soirée. |
| Poids mi-moyens                                             | Gunnar Nelson          | Bryan Barberena (en)  | Soumission (clé de bras)                   | 1     | 4:51  | Performance de la soirée. |
| Poids mouches féminin                                       | Jennifer Maia (en)     | Casey O'Neill         | Décision unanime (30-27, 29-28, 29-28)     | 3     | 5:00  | |
| Poids moyens                                                | Marvin Vettori         | Roman Dolidze         | Décision unanime (29-28, 29-28, 30-27)     | 3     | 5:00  | |
| Carte Préliminaire (diffusé sur ESPNews / ESPN+)            |                        |                       |                                            |       |       | |
| Poids plumes                                                | Jack Shore (en)        | Makwan Amirkhani (en) | Soumission (étranglement arrière)          | 2     | 4:27  | |
| Poids légers                                                | Chris Duncan           | Omar Morales (en)     | Décision partagée (27-30, 29-28, 29-28)    | 3     | 5:00  | |
| Poids légers                                                | Yanal Ashmouz          | Sam Patterson         | KO (coups de poing)                        | 1     | 1:15  | |
| Poids moyens                                                | Muhammad Mokaev        | Jafel Filho           | Soumission (clé de cou)                    | 3     | 4:32  | |
| Carte Pré-Préliminaire (diffusé sur ESPN+ / UFC Fight Pass) |                        |                       |                                            |       |       | |
| Poids plumes                                                | Lerone Murphy          | Gabriel Santos        | Décision partagée (28-29, 29-28, 29-28)    | 3     | 5:00  | |
| Poids moyens                                                | Christian Leroy Duncan | Duško Todorović (es)  | TKO (blessure au genou)                    | 1     | 1:52  | |
| Catchweight (129,5 livres)                                  | Jake Hadley            | Malcom Gordon (en)    | TKO (coups de poing)                       | 1     | 1:01  | Performance de la soirée. |
| Poids mouches féminin                                       | Joanne Calderwood      | Luana Carolina (en)   | Décision partagée (28-29, 30-27, 29-28)    | 3     | 5:00  | |
| Poids légers                                                | Jai Herbert (en)       | Ľudovít Klein (en)    | Égalité majoritaire (29-27, 28-28, 28-28)  | 3     | 5:00  | 1 point a été enlevé à Jai Herbert en raison de plusieurs coups sous la ceinture.                                                                |
| Poids mouche féminin                                        | Veronica Hardy (en)    | Juliana Miller        | Décision unanime (30-27, 30-27, 30-27)     | 3     | 5:00  | |

## Récompenses bonus
Les combattants suivants ont reçu des bonus de 50 000 $.
- Combat de la Soirée : Justin Gaethje vs. Rafael Fiziev
- Performance de la Soirée : Gunnar Nelson et Jake Hadley